# Rastrognathia macrostoma
Rastrognathia macrostoma is een soort in de taxonomische indeling van de tandmondwormen (Gnathostomulida). Deze microscopisch kleine tweeslachtige worm wordt tussen de 0,5 en 1 millimeter lang. De worm komt in het algemeen voor in modderige zeebodems, alwaar hij zich voedt met voornamelijk kleine bacteriën en diatomeeën. De soort komt endemisch voor in wateren rondom Denemarken.
De tandmondworm behoort tot het monotypische geslacht Rastrognathia, het is dus de enige soort. Het is tevens de enige vertegenwoordiger van de familie Rastrognathiidae. De soort is voor het eerst wetenschappelijk beschreven in 1977 door Reinhardt Møbjerg Kristensen en Arne Nørrevang.